# Береговая гоферовая змея
Береговая гоферовая змея (лат. Pituophis catenifer) — вид змей из семейства ужеобразных, обитающий в Северной Америке.

## Описание

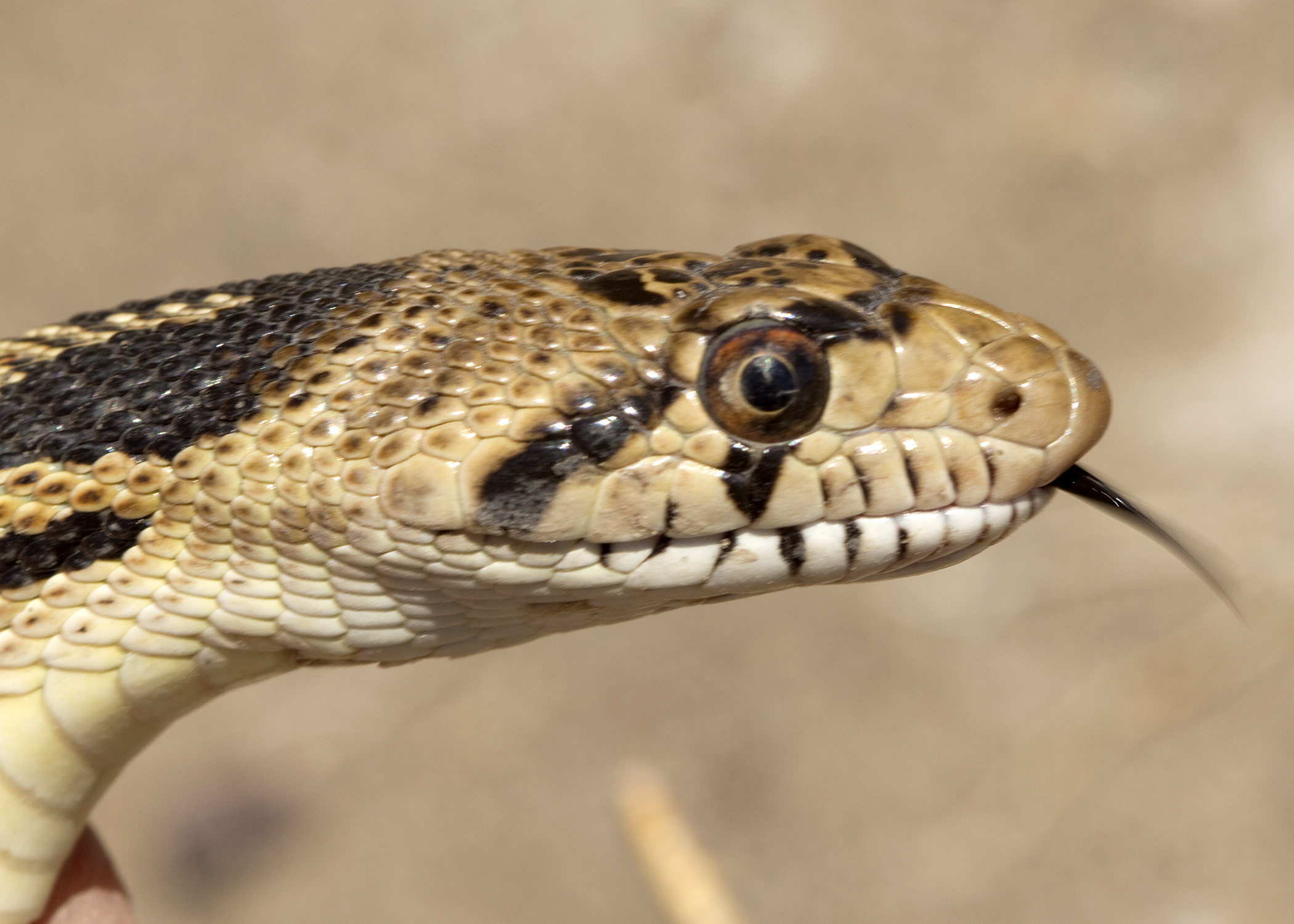

Общая длина колеблется от 90 до 210 см. Голова небольшая, с увеличенным ростральными щитком. Окраска жёлтая или кремовая с большими тёмными коричневыми или красными поперечными пятнами. Некоторые популяции имеют жёлто-коричневые или красноватые промежутки между пятнами. Часто присутствует тёмная полоска вокруг головы, которая тянется по лбу между глаз и продолжается позади глаз до углов рта. Белое или желтоватое брюхо часто покрыто мелкими тёмными пятнышками. Молодые особи очень светлые, почти белые.

## Образ жизни
Населяет пустыни, прерии, редколесья, светлые хвойные леса и сельскохозяйственные угодья. На западе ареала обычна на пастбищах, лугах, участках, поросших кустарником. Живёт на песчаных, глинистых и каменистых почвах. Хорошо лазает и роет ходы в земле. Активна в течение дня, за исключением жарких сезонов. Встречается на высоте до 2800 м над уровнем моря.

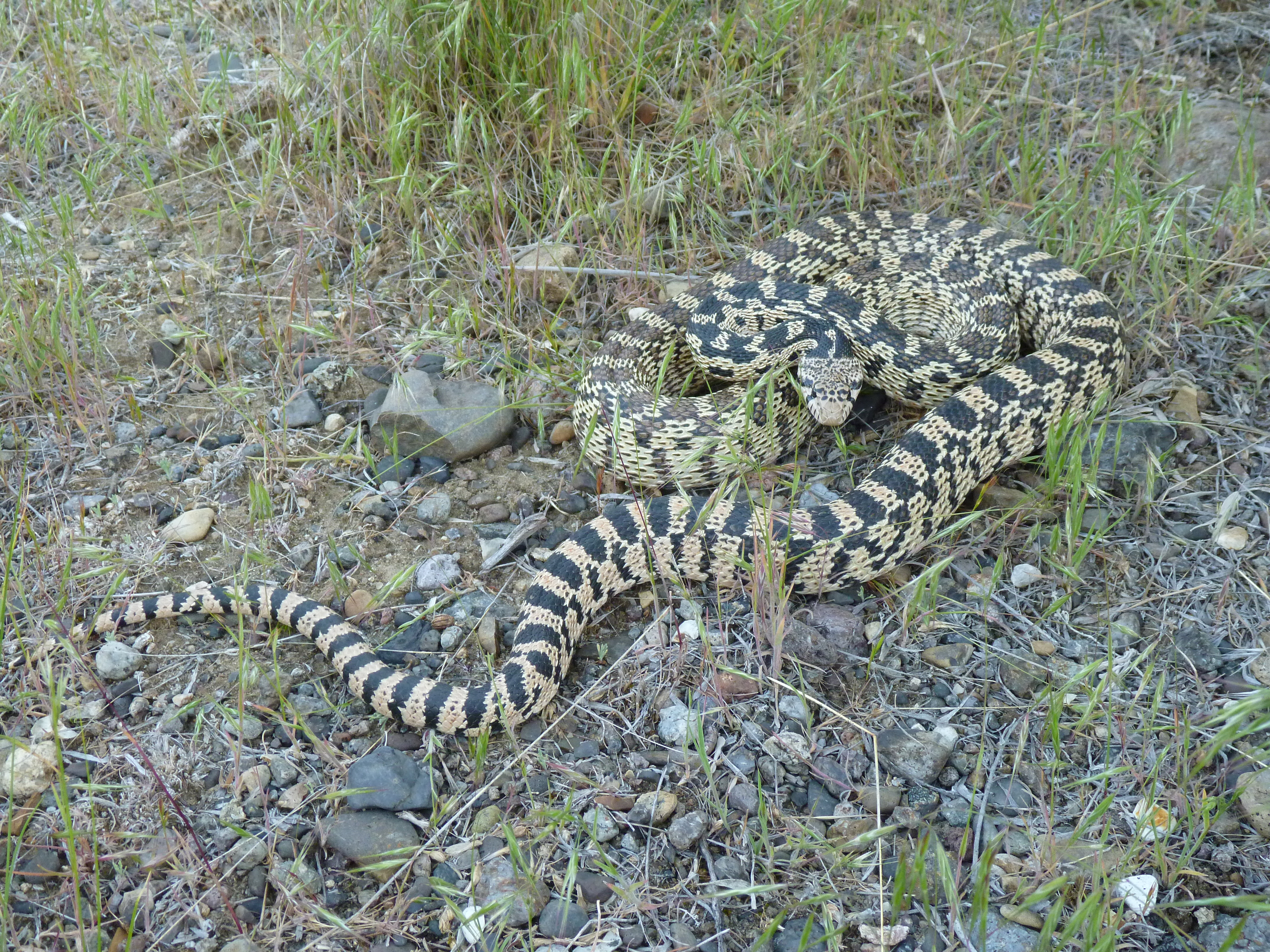
Защитная поза

Имеет достаточно странный механизм защиты — при опасности или раздражении выдаёт свистящие и шипящие звуки, раздувает тело и закручивается в классическую позу атаки гадюки. Однако, вместо укуса, наносит удар головой в «агрессора». Кроме того, при этом вибрирует хвостом, подражая гремучим змеям. Максимальный эффект от этого действия достигается когда змея находится в сухих листьях или на гравии.
Питается грызунами, кроликами, кротами, птицами, птичьими яйцами, нередко поедает также ящериц и больших насекомых. Охотится обычно на суше, но иногда заходит в воду, чтобы охотиться на лягушек.
Живёт в дикой природе 12—15 лет, в неволе до 33 лет.

## Размножение
Это яйцекладущая змея. Самка откладывает до 20 яиц.

## Распространение
Обитает от южной части Канады до севера Мексики, встречается по всей территории США.

## Подвиды
- Pituophis catenifer affinis Hallowell, 1852
- Pituophis catenifer annectens Baird & Girard, 1853
- Pituophis catenifer bimaris Klauber, 1946
- Pituophis catenifer catenifer (Blainville, 1835)
- Pituophis catenifer deserticola Stejneger, 1893
- Pituophis catenifer fulginatus Klauber, 1946
- Pituophis catenifer insulanus Klauber, 1946
- Pituophis catenifer pumilus Klauber, 1946
- Pituophis catenifer sayi (Schlegel, 1837)[1]

## Галерея

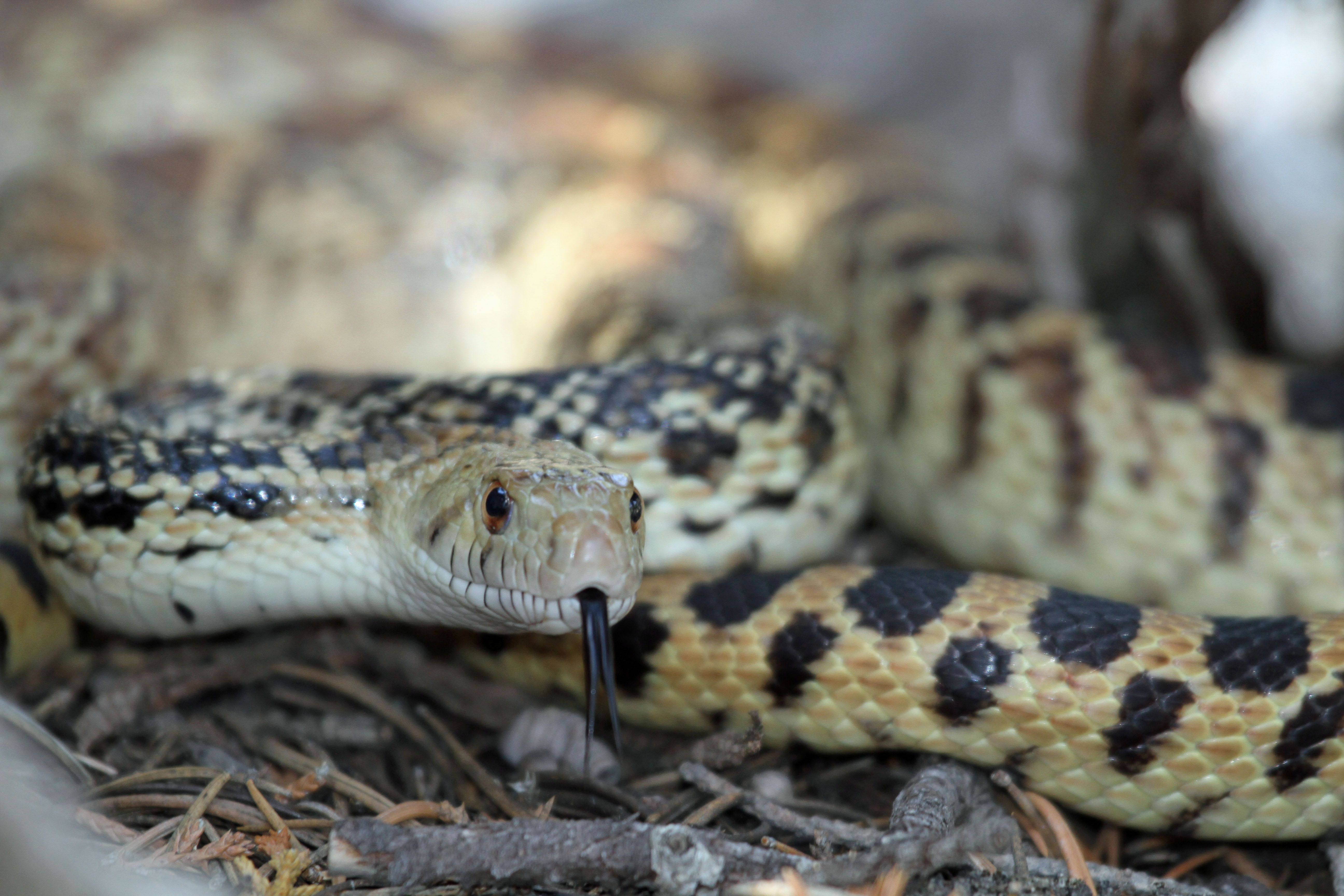
Pituophis catenifer catenifer
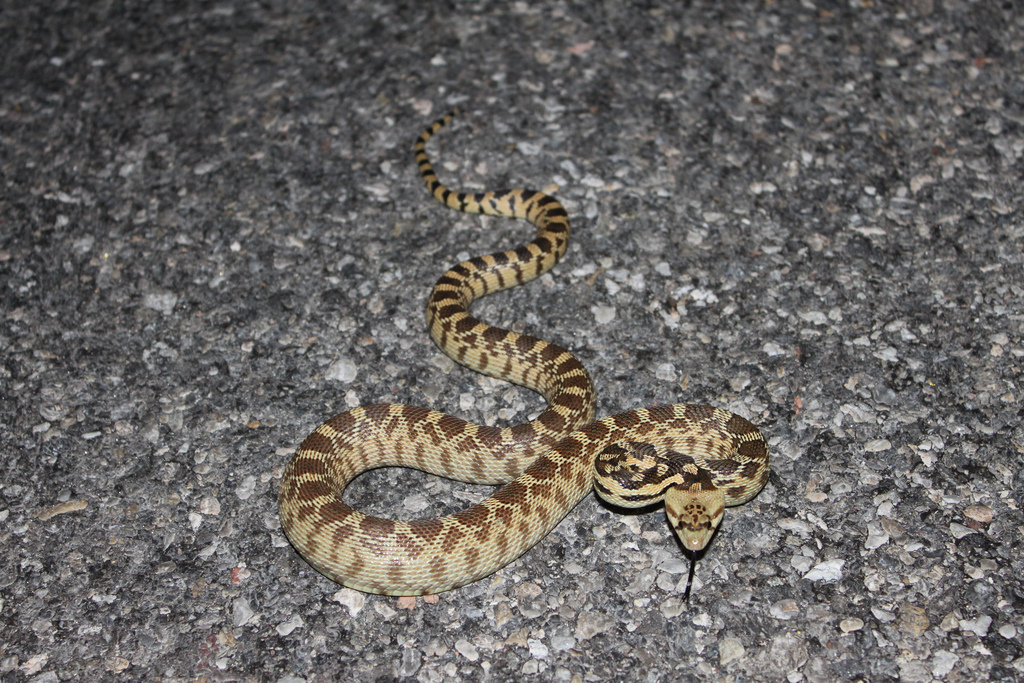
Pituophis catenifer deserticola
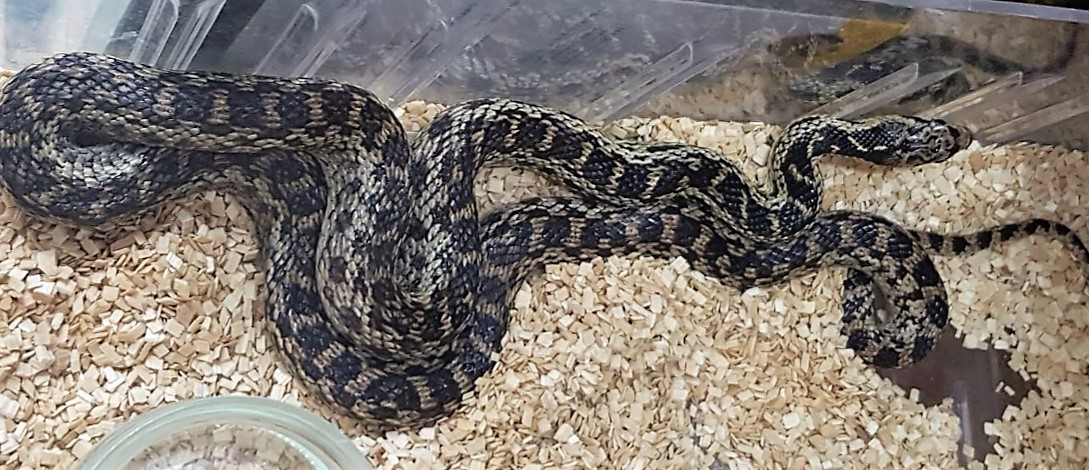
Pituophis catenifer pumilis
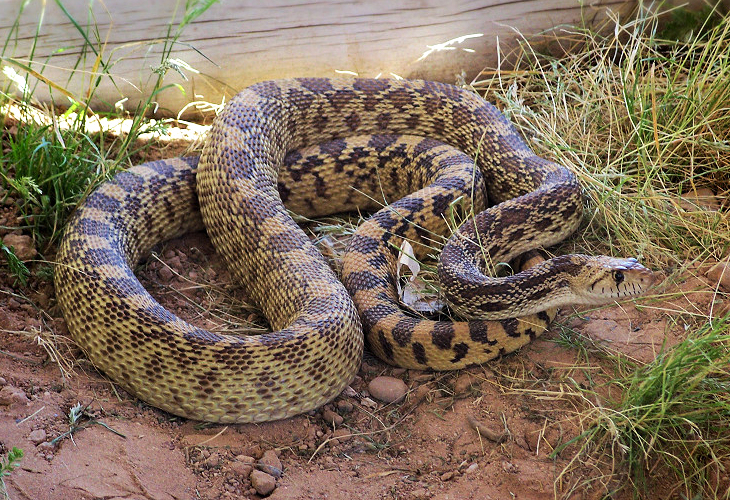
Pituophis catenifer sayi